# Macrogalea berentyensis
Macrogalea berentyensis är en biart som beskrevs av Brooks och Gregory B. Pauly 2001. Macrogalea berentyensis ingår i släktet Macrogalea och familjen långtungebin. Inga underarter finns listade i Catalogue of Life.